# Opole (miesięcznik)
Opole – miesięcznik wydawany w Opolu w latach 1970–1993. Czasopismo lokalne, zajmujące się publicystyką, literaturą i krytyką teatralną.
Redaktorami naczelnymi byli kolejno: Edward Pochroń, Jan Goczoł (od 1978), Marek Jodłowski (od 1990), Jan Feusette (od 1991).